# Adris Plūksna
Adris Plūksna (ur. 1 stycznia 1967 w Windawie) – łotewski bobsleista, dwukrotny uczestnik igrzysk olimpijskich (1992, 1994).
W lutym 1992 roku uczestniczył w igrzyskach olimpijskich w Albertville. Wziął udział w dwóch konkurencjach – dwójkach i czwórkach mężczyzn. W dwójkach wspólnie z Sandisem Prūsisem zajął 15. miejsce. W czwórkach, w których poza nimi wystąpili również Juris Tone i Ivars Bērzups, łotewski bob uplasował się na 14. pozycji. Dwa lata później wystąpił na igrzyskach w Lillehammer. Ponownie uczestniczył w dwójkach i czwórkach. W dwójkach wspólnie z Prūsisem zajął 16. miejsce, a w czwórkach z Prūsisem, Tone i Otomārsem Rihtersem był 19.